# ベンゾインアルドラーゼ
ベンゾインアルドラーゼ(Benzoin aldolase、EC 4.1.2.38)、以下の化学反応を触媒する酵素である。
2-ヒドロキシ-1,2-ジフェニルエタノン{\displaystyle \rightleftharpoons }2 ベンズアルデヒド
従って、この酵素の基質は2-ヒドロキシ-1,2-ジフェニルエタノンのみ、生成物はベンズアルデヒドのみである。
この酵素はリアーゼ、特に炭素-炭素結合を切断するアルデヒドリアーゼに分類される。系統名は、2-ヒドロキシ-1,2-ジフェニルエタノン ベンズアルデヒドリアーゼ (ベンズアルデヒド形成)(2-hydroxy-1,2-diphenylethanone benzaldehyde-lyase (benzaldehyde-forming))である。他に、benzaldehyde lyase、2-hydroxy-1,2-diphenylethanone benzaldehyde-lyase等とも呼ばれる。この酵素は、補因子としてチアミンピロリン酸を必要とする。

## 構造
2007年末時点で、3つの構造が解明されている。蛋白質構造データバンクのコードは、2AG0、2AG1、2UZ1である。